# Victor Ewald (präst)
Victor Ewald, född 25 januari 1869 i Göteborg, död 23 september 1930 i Östra Karup, Halland, var en svensk präst och arkeolog. 
Victor Ewald var son till tullvaktmästaren Elias Petersson. Efter studentexamen i Göteborg 1890 studerade han vid Lunds universitet 1890–1891 och därefter vid Uppsala universitet 1891–1895 och prästvigdes 1895. Efter att ha tjänstgjort i Hasslöv en kort tid blev han samma år pastorsadjunkt i Östra Karup. Från 1903 till sin död 1930 var han kyrkoherde i Östra Karup.
Ewald var verksam som arkeolog 1923–1930 men trots den korta perioden hann han med att delta i och leda en mängd arkeologiska utgrävningar. Han var även en aktiv forminnesinventerare och samlade in över 1 400 fornfynd samt var en flitig föreläsare och utgav även flera skrifter samt publicerade tidningsartiklar i tidningen Sydhalland i ämnet. Han var drivande vid utgrävningen av Lugnarohögen. Han var även en av initiativtagarna till Bjäre härads hembygdsförening.